# Août 2010

## Faits marquants
- 1er août : application de l'accord Swift autorisant les autorités américaines à accéder aux données bancaires européennes stockées sur le réseau Swift.
- 3 août : incident de frontière entre les forces armées libanaises et Tsahal sur la ligne bleue.
- 7 août : 
  - plus de 1 117[1] personnes sont mortes dans les glissements de terrain du Gansu, dans le nord-ouest de la Chine;
  - le joueur Russe Ilya Shikshin remporte le Championnat d'Europe de jeu de go à Tampere[2].
- 14 août : un embouteillage d'une centaine de kilomètres en Chine occupe la route nationale 110 pendant plusieurs jours.

## Événements prévus
- 1er août; 
  -  Norvège : mise en service du tramway de Bergen.
- 6 août : 
  - Début du 40e Festival interceltique de Lorient (Édition 2010).
- 11 août : 
  - Début du Ramadan 2010.
- 14 août :
  - premiers Jeux olympiques de la jeunesse d'été à Singapour (jusqu'au 26 août).
- 15 août : 
  - Fin du 40e Festival interceltique de Lorient.
- 21 août :
  -  Australie : la première ministre travailliste du pays, Julia Gillard, a annoncé que des élections législatives anticipées auront lieu le 21 août.
- 23 août : 
  - Élection de Miss Univers 2010 à Las Vegas.
- 27 août :
  - Championnat de France Open de jeu de go 2010 (jusqu'au 29 août), à Bourges[3]

## Culture

### Cinéma

#### Films sortis en France en août 2010
- 18 août :
  - Karaté Kid

#### Films sortis au Québec en août 2010
- 9 août
  - Danser dans les rues 3
- 18 août
  - Mords-moi sans hésitation

## Sport
- 7 août : Début de la saison 2010-2011 du Championnat de France de football, la Ligue 1.
- 11 août : Premier match de Laurent Blanc à la tête de l'Équipe de France de football face à la Norvège à Oslo en amical.
- 29 août : Grand Prix de Belgique en Formule 1.